# Hans May (Komponist)
Hans May (geboren als Johann Mayer 11. Juli 1886 in Wien, Österreich-Ungarn; gestorben 31. Dezember 1958 in Beaulieu-sur-Mer, Südfrankreich) war ein österreichisch-deutsch-britischer Komponist. Er wurde durch seine zahlreichen Kompositionen für Filme und vor allem durch seine Schlager Ein Lied geht um die Welt und Heut’ ist der schönste Tag in meinem Leben bekannt.

## Leben
Schon früh bekam er eine Ausbildung bei dem Pianisten Anton Door. Er soll mit 12 Jahren bereits Klavierkonzerte gegeben haben, und mit 14 Jahren veröffentlichte er seine erste Komposition unter dem Künstlernamen Hans May. Nach der Schulzeit absolvierte er ein Studium der Komposition bei Richard Heuberger an der Akademie für Musik und darstellende Kunst Wien. Anschließend arbeitete er als Pianist in Varietés, als Komponist von Liedern und Revuen sowie als Opern- und Operetten-Kapellmeister, u. a. im Ronacher, wo 1912 seine Operette Der Teufelswalzer herauskam, im Carltheater Wien, aber auch in Kairo und Konstantinopel. Im Ersten Weltkrieg war er bei den Tiroler Kaiserjägern. 1919 ging er nach Berlin und war dort 1923 mit Paul Leni Mitbegründer und musikalischer Leiter des Kabaretts „Die Gondel“, an dem er auch aktiv als Schauspieler auftrat.
Seine erste Arbeit im Filmbereich war im Jahre 1925, als er für den Film Ein Sommernachtstraum (Regie: Hans Neumann) für die musikalische Begleitung engagiert wurde. Im Folgenden kompilierte, arrangierte und komponierte er als Haus-Kapellmeister im Berliner Kino Alhambra Kinomusiken für zahlreiche deutsche Stummfilme, so für Filme der Regisseure Georg Wilhelm Pabst und Richard Oswald. Dabei verwendete er als einer der ersten deutschen Komponisten Elemente des Jazz für das Kino. Später kam der Tonfilm dazu: Für den Regisseur Richard Eichberg schrieb May ab 1929 die Musik für dessen Filme.
Seinen wohl größten Erfolg erreichte Hans May mit seinem Lied Ein Lied geht um die Welt aus dem gleichnamigen Film von 1933, gesungen von dem damals berühmten Tenor Joseph Schmidt. Nach der Machtergreifung der Nationalsozialisten am 31. Januar 1933 flüchtete Hans May am 1. April 1933 zunächst nach Frankreich, konnte aber weder dort noch in Amsterdam oder Wien Fuß fassen. Im Februar 1934 wanderte May nach London aus, wo er zusammen mit dem ebenfalls geflohenen Regisseur Richard Oswald die englische Version (My Song Goes Round the World) des Erfolgsfilmes drehte. Er komponierte auch weiterhin Operetten, so wurde in Zürich 1934 Die tanzende Stadt uraufgeführt. 1940 wurde er als Enemy Alien interniert.
Im Gegensatz zu vielen anderen emigrierten deutschen Künstlern schaffte es Hans May, auch in Großbritannien Fuß zu fassen. Am 7. Januar 1947 wurde er britischer Staatsbürger und landete 1948 mit dem Musical Carissima einen Erfolg. Er zeichnete für die Musik vieler Melodramen, Komödien und Historienfilme verantwortlich, bis Mitte der 1950er Jahre entstanden mehr als 30 Filmmusiken. Ein letztes Mal kehrte Hans May für den österreichischen Film Der Kaiser und das Wäschermädel (1957, Regie: Ernst Neubach) nach Österreich zurück. Ende 1958 begab er sich aus gesundheitlichen Gründen zur Kur nach Beaulieu-sur-mer, wo er Silvester 1958 im Hotel La Réserve starb.

## Werke

### Filmografie (Auswahl)
- 1925: Ein Sommernachtstraum
- 1926: Die Försterchristl
- 1926: Als ich wiederkam
- 1926: Das deutsche Mutterherz
- 1926: Prinzessin Trulala
- 1926: Der Provinzonkel
- 1926: Unsere Emden
- 1926: Spitzen
- 1926: Die dritte Eskadron
- 1926: Dürfen wir schweigen?
- 1926: Wir sind vom k.u.k. Infanterie-Regiment
- 1926: Was ist los im Zirkus Beely?
- 1927: Mädchenhandel – Eine internationale Gefahr
- 1927: Erinnerungen einer Nonne
- 1927: Klettermaxe
- 1927: Die Hochstaplerin
- 1927: Arme kleine Sif
- 1927: Kinderseelen klagen euch an
- 1927: Der Bettler vom Kölner Dom
- 1927: Der große Unbekannte
- 1927: Höhere Töchter
- 1927: Hotelratten
- 1927: Die Liebe der Jeanne Ney
- 1927: Die Stadt der tausend Freuden
- 1927: Sein größter Bluff
- 1927: Frühere Verhältnisse
- 1927: Sturmflut
- 1929: Wer wird denn weinen, wenn man auseinandergeht
- 1930: Der Greifer
- 1930: Wien, du Stadt der Lieder
- 1930: Ein Burschenlied aus Heidelberg
- 1931: Die Bräutigamswitwe
- 1931: Der Draufgänger (Musik und musikalische Leitung)
- 1931: Der Stolz der 3. Kompanie
- 1931: Weekend im Paradies
- 1932: Der Frauendiplomat
- 1932: Die unsichtbare Front
- 1932: Es geht um alles
- 1932: Moderne Mitgift
- 1932: Trenck
- 1933: Ein Lied geht um die Welt
- 1934: Die bleiche Bet (Bleeke Bet)
- 1933: Wenn du jung bist, gehört dir die Welt
- 1934: Salto in die Seligkeit
- 1934: My Song Goes Round the World
- 1936: Mayerling
- 1936: Heut’ ist der schönste Tag in meinem Leben
- 1939: Die Sterne blicken herab
- 1939: Das verlorene Paradies (Paradis perdu)
- 1944: Madonna der sieben Monde (Madonna of the Seven Moons)
- 1945: Die Frau ohne Herz (The Wicked Lady)
- 1947: Brighton Rock
- 1951: Fünf Mädchen und ein Mann (A Tale of Five Cities)
- 1953: Es begann in Moskau (Never Let Me Go)
- 1957: Der Kaiser und das Wäschermädel
- 1958: Ein Lied geht um die Welt

### Lied- und Tanzschlager

#### Tondokumente
- Draußen beim Heurigen : Wiener Lied / von Hans May.

Engelbert Milde in Dresden (Mildes Künstlerspiele).
Polyphon  Record Nr.30 090 / 23 486 (Matrizennummer  667 ar)
- Heut möcht' ich einmal schlafen gehn / von Hans May.

Engelbert Milde in Dresden (Mildes Künstlerspiele)
Polyphon Record Nr.30 090 / 23 485 (Matrizennummer  666 ar)
- Ja, ich weiß schon, was die schlimmen Mädchen wollen : One-step / von Hans May.

Polyphon-Orchester mit Gesang.
Polyphon-Record 31188 / 2-27 860   (Matrizennummer  892 ax) c. 1920
- Herrgott am blühenden Neckarstrand / Hans May.

R. Zank, Tenor mit Klavierbegleitung.
Vox 03017 (Matrizennummer 61 A) Format : 30 cm
- Kokottchen vom Kurfürstendamm : aus „Bis 5 Uhr früh“ / Hans May.

Odeon-Orchester mit Refraingesang
Odeon  311.884 (Matrizennummer xBe 2859) - 1921
- Noch und noch und noch ... (Ich will nicht mehr, als einen Kuß von dir) : Shimmy-blues / Hans May. Künstler-Kapelle Dajos Béla. Odeon  AA 50 164 (Matrizennummer  xxBo 8299) Format : 30 cm

- Natascha. Russische Weise / Hans May.

Künstler-Kapelle Dajos Béla.
Odeon AA 79 882 (Matrizennummer xxBo 7733) Format : 30 cm
- Natascha / Hans May. Text: E. Neubach.

Edith-Lorand-Orchester
Beka-Record   B.3360 (Matrizennummer Z 32 310) - 13. Februar 1924
- Auf Wiedersehn, Marie : Wanderlied / Hans May.

Bohème-Orchester, mit Refraingesang.
Beka  B.5163 (mx. 32 493) - 13. September 1924
- Beim Rheinwein sollst du mein sein / Hans May.

Konzertsänger Rudolf Zank, mit Orchesterbegleitung.
Odeon A 41 375 / O-1487 (Matrizennummer BE 4930) - 01.1926
- Wenn dein Schatz die Treue bricht : Shimmy-Fox / Hans May und Ernst Neubach

Orchester mit Refraingesang. Derby braun O-620 (mx. 620 A)
- An de Panke, an de Wuhle, an de Spree / Text: Hans Brennert, Musik: Hans May.

Claire Waldoff mit Klavierbegleitung.
Homocord  B.2230 (Matrizennummer M 18 662)
- Im Nussbaum links vom Molkenmarkt / Text: Hans Brennert, Musik: Hans May.

Claire Waldoff mit Instrumentalbegleitung.
Odeon O-28 214 (Matrizennummer Be 14 463-1)
- Bruder im Rheinland / Hans May - Kurt Schwabach.

Harry Steier mit Ensemble und Orchesterbegleitung.
Odeon O-2207 (Matrizennummer  Be 5972) - 1927
- Die deutschen Mädchen sind die schönsten : Marschlied / Hans May - Fritz Rotter.

Homocord-Orchester mit Refraingesang: Luigi Bernauer
Homocord Electro 4-2903 (Matrizennummer T.M. 20 841-1)
- Adolphe Menjou ist mir lieber als Du: Lied und Slow-Fox / Hans May, Text von Hans Lefèbre und Richard Rilló. Irene Ambrus, Sopran mit Orchester. Homocord 4-2987 (Matrizennummer T.M. 20 992)

- Der Duft, der eine schöne Frau begleitet : Foxtrot / Hans May. Text: Roxy.

Tanz-Orchester Dajos Béla mit Gesang.
Odeon O-2830 (Matrizennummer  Be 8062) - 1929
- Mein Liebster muß Trompeter sein : Foxtrot / Musik von Hans May, Text von Alexander Fleßburg.

Alfred Beres mit Orchester, Refraingesang: Walter Jurmann
Ultraphon A 495 (Matrizennummer 10 957) - Mai 1930
- Ich hab' kein Auto : Slow-Fox / Hans May, Text: Robert Gilbert.

Tanz-Orchester Dajos Béla. Mit Gesang: Alfred Strauss.
Odeon O-11 175 (Matrizennummer  Be 8746) - November 1929
- Noch 'ne Lage Kognak her! : Lied und Foxtrot / Hans May und Austin Egen - Fr. Rotter

Tanz-Orchester mit Refraingesang: Max Kuttner
Tri-Ergon  T.E. 5249 (Matrizennummer 01630) - 1930
- Eilali, eilali, eilala - Slow-Fox / Hans May

Mitja Nikisch mit seinem Tanz-Orchester. Mit Gesang
Parlophon B.12 013 (Matrizennummer  36 388)
- Passen Sie mal auf : Slow-Fox / Musik: Hans May - Text: Perr Willi und Fr. Schwarz.

Homocord-Orchester mit Refraingesang.
Homocord 4-2410 (Matrizennummer M 19 442)
- Sonntag (Sonntag treff ich meinen Schatz). Lied / Hans May - Text: Arthur Rebner.

Max Mensing mit Orchester.
Beka  B.6943 (Matrizennummer  38 282)
- Was hältst du von Veronika / Hans May - Text von Fritz Rotter.

Austin Egen, Bariton in Deutsch mit Jim Cowler, Klavier.
Electrola  E.G. 938 / 8-42 131 (Matrizennummer BL 4278-I) - Juni 1928

#### Engschnittplatten
- Du weißt ja nicht was Frühling heißt : Slow-Fox / Musik von Hans May, Text von Rob. Gilbert.

Vocalion-Band mit Refraingesang. Dirigent: Theo Mackeben.
Orchestrola  2156 (Matrizennummer  1350) Format : 20 cm
- Spiel' mir den Tango der Liebe : Tango / Musik von Hans May - Text von Fritz Rotter.

Vocalion-Band. Dirigent: Theo Mackeben. Refrainsänger: Johannes Maximilian.
Orchestrola  2216 (Matrizennummer  1391 / 8534)  Format : 20 cm
- Der Duft, der eine schöne Frau begleitet : Slow-Fox / Hans May.

Tanz-Orchester mit Refraingesang.
Derby D.O. 5554 (mx. 5554 B) Format : 20 cm
- Der Duft, der eine schöne Frau begleitet : Slow-fox / Hans May.

Tanz-Orchester mit Refraingesang.
Derby  G-5554 / 5554 B (Matrizennummer 14 RR-II) Format : 20 cm